# Insanitarium
Pour plus de détails, voir Fiche technique et Distribution.
Insanitarium est un film d'horreur, psychologique/gore américain, réalisé par Jeff Buhler, sorti en 2008.

## Synopsis
Un jeune homme simule des troubles psychiatriques pour rejoindre sa sœur dépressive dans un asile psychiatrique, car il n'a pas l'autorisation de la voir. Mais une fois sur place, il regrette d'avoir joué la comédie, et explique tout au psychiatre, mais celui-ci refuse de le faire sortir. Le jeune homme découvre alors que le médecin utilise ses patients comme cobayes, pour des expériences très dangereuses et sadiques.

## Fiche technique
- Réalisation : Jeff Buhler
- Production : Chris Bender, Andrew Golov, Mason Novick, Larry Schapiro, J.C. Spink, Michael J. Zampino
- Langue : anglais
- Genre : Horreur/psychologique/gore
- Durée : 89 minutes
- Public : Interdit aux moins de 16 ans.

## Distribution
- Jesse Metcalfe : Jack
- Kiele Sanchez : Lily
- Kevin Sussman : Dave
- Carla Gallo : Vera Downing
- Peter Stormare : Docteur Gianneti
- Armin Shimerman : Hawthorne